# Teocrit
Teocrit (greacă: Θεόκριτος) (c. 315 - c. 250 î.Hr.) a fost un poet grec, creator al idilei și cel mai însemnat poet al epocii alexandrine. Nu se cunosc prea multe despre biografia sa. Se pare că s-a născut la Siracuza și a trăit mult timp în Alexandria, unde l-a cunoscut pe Callimah. În Alexandria, a fost, ca și Callimah, poet de curte. Opera sa cuprinde epigrame, epistole, imnuri, cantece cu caractere epic. De la Teocrit ne-au rămas un numar de 30 de idile.
Numele lui Teocrit este legat de o specie literară, și anume, idila, care avea ca sursă o specie populară, un fel de schimb de cuplete între doi păstori, arbitrați de un al treilea. Un alt element care particularizează arta lui Teocrit este descrierea poetică a unor obiecte de artă, imaginare sau nu. Și în operele altor autori se întâlnesc asemenea descrieri, de exemplu, la Homer descrierea scutului lui Ahile.
Poezia lui Teocrit este poezia unei societăți care se îndepărtează de problemele esențiale ale omului și societății, căutându-și refugiul în singurul cadru pe care îl vede nealterat de relele societății - în natură. În general, poezia alexandrină este o poezie a decadenței.
Opera lui Teocrit a servit ca sursă de inspirație îndeosebi pentru Vergiliu (în egloge) și pentru poeții renascentiști.